# ニカ・マカイゼ
ニカ・マカイゼ（グルジア語:ნიკა მაჩაიძე, 1972年 - ）は、グルジアの音楽家で映像作家。首都トビリシ生まれ。Tbilisi State Institute of Cinematography を卒業し、映像作家としての道を歩んできた。グルジアのアーティスト集団、Goslabの一員でもある。音楽活動の方では、エレクトロニカを中心に制作している。
ロシア語で「名無し」（Nobody）を意味する「Nikakoi」（ニカコイ）と、「erast」（エラスト）の、二つの活動名義で有名である。
2002年3月、Nikakoi の名で初めてのアルバム、Sestrichkaを発表した。erast の使用は、2003年からである。

## 作品一覧

### Nikakoi 名義
- Sestrichka. WMF Records, 2002年
- City Lights. WMF Records, 2002年
- Shentimental. WMF Records, 2003年
- Requiem for deranged robot. Laboratoryinstinct, 2009年
- Selected. Laboratoryinstinct, 2009年

### erast 名義
- Goodair + Minimissing. Laboratory Instinct, 2004年
- Cyberpunk. Laboratory Instinct, 2006年